# Sphoeroides lispus
Espèce
Statut de conservation UICN

 LC  : Préoccupation mineure
Sphoeroides lispus est une espèce de poissons de la famille des Tetraodontidae.

## Répartition
Ce poisson se rencontre au Mexique, il est présent depuis le golfe de Californie jusqu'à la baie de Magdalena.

## Description
Sphoeroides lispus peut mesurer jusqu'à 35,2 cm de longueur totale.

## Classification
Le nom valide complet (avec auteur) de ce taxon est Sphoeroides lispus Walker (d), 1996.

### Publication originale
- (en) Harold J. Walker Jr. et William A. Bussing, « Two new pufferfishes fo the genus Sphoeroides from the Eastern Pacific », Copeia, États-Unis, vol. 1996, no 3,‎ 1er août 1996, p. 677-684 (ISSN 0045-8511, e-ISSN 1938-5110).